# 若井友希
若井友希（日语：／ Wakai Yūki，1995年10月30日—），日本女性聲優、歌手。出身於岐阜縣，81 Produce所屬。身高145cm，血型A型
。

## 參與作品
※粗體字為主要角色

### 電視動畫
2013年
- 王者天下 第2期（側女）

2014年
- 決鬥大師VS（瑪麗（マリニャン）、負太、棒球少年C、ユリ）
- 花舞少女（山之下祥子[3]、學生）
- 星光樂園（雷歐那·威斯特[4]、男孩子）

2015年
- GATE 奇幻自衛隊（少女）
- 決鬥大師VSR（男孩子、マリニャン、フトマキ、バサラ（幼少期））

2016年
- 決鬥大師VSRF（マリニャン、先生、幼いチューやん、カップル女、チビッコ、時の王ミラク、ゴーゴー・ジゴッチ、謎のキャラクター）
- HUNDRED百武裝戰記（女學生）
- 魔法少女什麼的已經夠了啦。（米咚[5]）
- 雙星之陰陽師（珠洲[6]）
- 魔法少女什麼的已經夠了啦。第二季（米咚）

2017年
- 黑色推銷員NEW（物餅豐）
- 偶像時間星光樂園（鈴）
- 狐妖小紅娘
- 狂賭之淵（皇伊月）
- LoveLive! Sunshine!! 第2期（函館的同學）
- 調教咖啡廳（女高中生）

2018年
- 沒有心跳的少女 BEATLESS（村主奧莉佳）
- 星光頻道（綠川沙良）

2019年
- 狂賭之淵××（皇伊月[7]）
- 賢者之孫（瑪麗亞·馮·墨西拿[8]）
- 八十龜觀察日記（只草舞衣）
- 魔法水果籃（不良三人組）
- 星光王子 KING OF PRISM -Shiny Seven Stars-（西園寺由良梨）

2020年
- 八十龜觀察日記 第2冊（只草舞衣）
- 魔法水果籃 第2期（不良三人組）
- Tomica Earth Granner 地球防衛隊（薔芭[9]）

2021年
- 八十龜觀察日記 第3冊（只草舞衣）
- 燒窯的話也要馬克杯（成瀨直子）
- 燒窯的話也要馬克杯 二番窯（成瀨直子）

2022年
- 八十龜觀察日記 第4冊（只草舞衣）
- 頂點!!!!!!!!!!!!!!!（城ヶ崎ひかり[10]）

2023年
- 妙廟美少女（神奈祐希）
- 爆旋陀螺X（索班）

2024年
- 忍者神威（Emma Samanda[11]）
- 我的妻子不具感情（守[12]）

2025年
- Princession Orchestra（空野りく[13]）
- WITCH WATCH 魔女守護者（霧生見晴[14]）

### OVA
2014年
- 菁英同盟!!（坂本さん）※ちゃお9月号付属DVD[15]

### 劇場動畫
2015年
- 劇場版星光樂園 大集合！星光☆之旅（雷歐那·威斯特[16]）
- 跳出星光樂園 大家的目標！偶像☆大賽（雷歐那·威斯特[17]）

2016年
- 星光樂園 大家的憧憬♪ 去吧☆星光巴黎（雷歐那·威斯特[18]）

2017年
- 劇場版星光樂園 一起閃耀吧！閃亮亮☆星光LIVE！（雷歐那·威斯特）

2018年
- 劇場版 星光樂園&星夢頻道～閃耀紀念LIVE～（雷歐那·威斯特）

2024年
- i☆Ris the Movie -Full Energy!!-（若井友希[19]）

2025年
- 偶像學園×星光樂園 THE MOVIE -相遇的奇蹟！-（雷歐那·威斯特[20]）

### 網路動畫
2025年
- BULLET/BULLET（リン[21]）

### 遊戲
2013年
- 重装机兵4：月光的歌姬（ボタン[22]）

2015年
- ウチの姫さまがいちばんカワイイ（熱帶魚姬[23]）
- 俺タワー -Over Legend Endless Tower-（チッパー[24]、ノギス、引き込みクレーン式アンローダー）
- 小林可爱到爆！！（小友[25]）

2020年
- Root Film（青戶美繪[26]）
- 22/7 音樂的時間（文野美子[27]）

2021年
- LUNARiA -Virtualized Moonchild-（百々咲こん）

## 外部連結
- （日語）若井友希 | iRis OFFICIAL WEB SITE （页面存档备份，存于）
- （日語）事務所官方簡歷 （页面存档备份，存于）
- （日語）若井友希的X（前Twitter）